# St. Peter Mistail

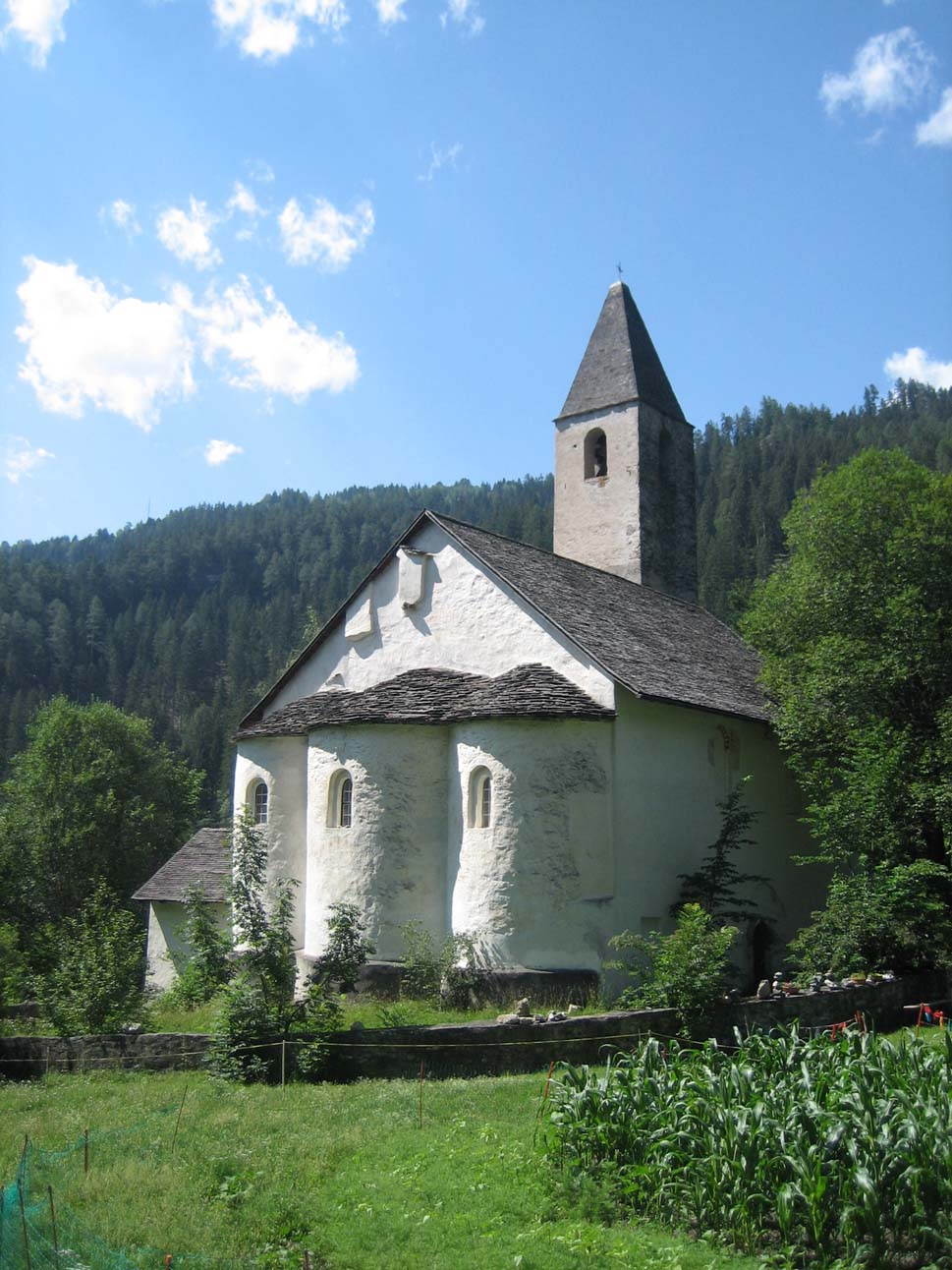
Kirche Mistail von aussen

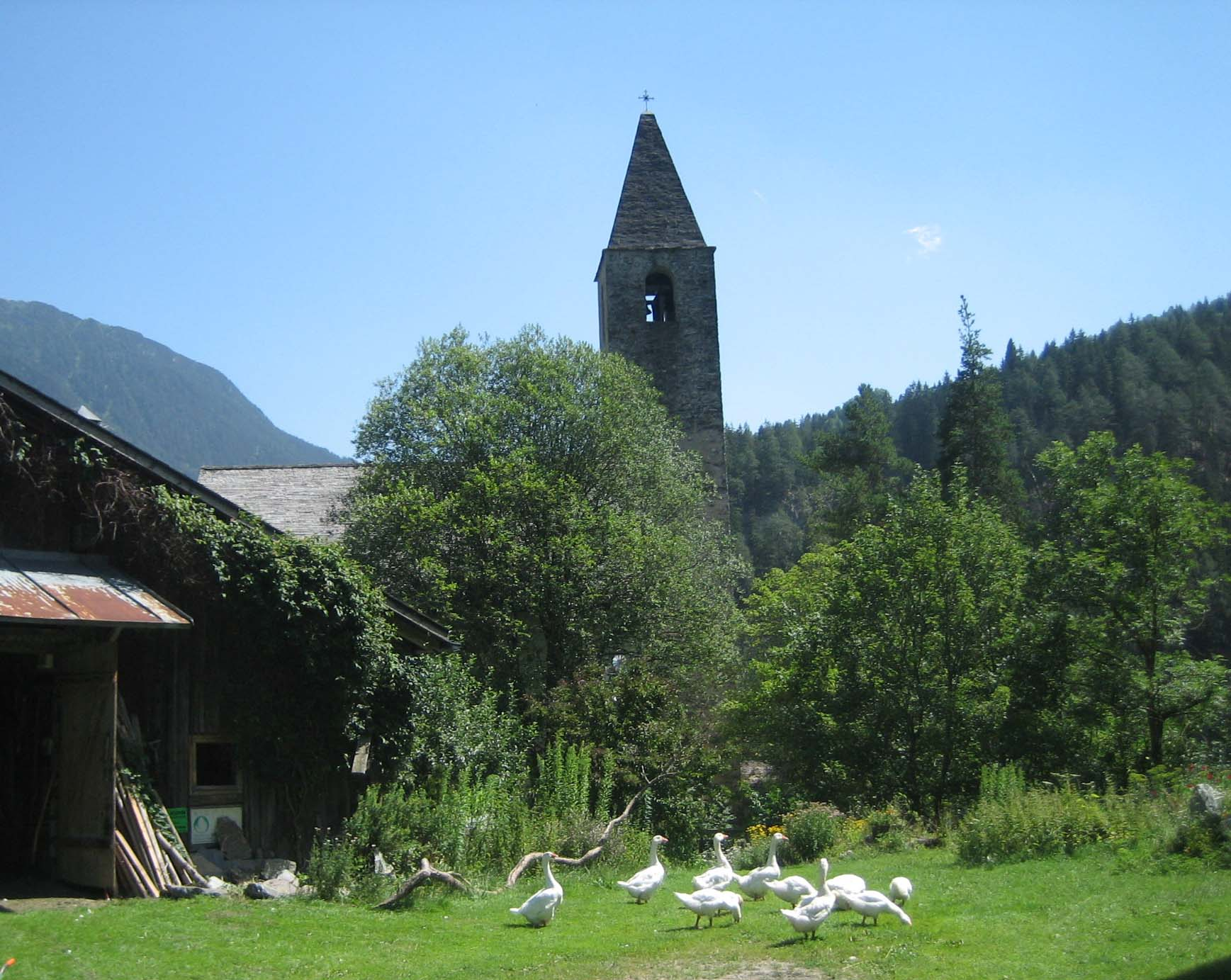
Mistail

Die Kirche St. Peter Mistail ⓘ ist eine karolingische Dreiapsidenkirche in Alvaschein (Gemeinde Albula/Alvra) im schweizerischen Kanton Graubünden. Mistail wird auch unter der Flurbezeichnung Prada sowie den Namen der Gemeinden Alfosen (Alvaschein) und Wapitines (Tiefencastel) urkundlich erwähnt. Der Name Mistail leitet sich ab von monasterium, dem lateinischen Wort für Kloster. St. Peter von Mistail ist die einzige unverbaute Dreiapsidenkirche der Schweiz. Die zweite erhaltene Anlage, das Benediktinerkloster St. Johann in Müstair, wurde durch spätgotische Umbauten stark verändert.

## Lage
Die Kirche und das ehemalige Nonnenkloster St. Peter in Mistail liegen abgeschieden auf einem kleinen Felsplateau am Eingang zur Schinschlucht. Sie ist von einem Parkplatz nahe der Hauptstrasse bei der Abzweigung nach Alvaschein über einen Waldweg oder vom Bahnhof Tiefencastel aus in gut zehn Minuten erreichbar.

## Geschichte
Die genaue Entstehungszeit ist nicht bekannt, vermutet wird eine Zeit um das Jahr 800. Indirekt erwähnt wird Mistail im Jahr 823 in einem Klagebrief des Bischofs Victor von Chur an Ludwig den Frommen. Erstmals urkundlich erwähnt wird das Kloster 926 in einer Schenkungsurkunde Heinrichs I. an Bischof Walde. Eine gemeinsame Nennung und gleiches Patrozinium mit dem Frauenkloster in Cazis lässt die Vermutung zu, dass die Gründung von Mistail vom Kloster Cazis ausging.
Nach dem Zerfall des karolingischen Reiches scheint ein Niedergang eingetreten zu sein, der zur Vertreibung der Nonnen durch Bischof Wido kurz nach 1100 führte. Endgültig aufgehoben wurde Mistail im Jahr 1154 durch Bischof Adalgott, die Güter wurden dem Kloster St. Luzi in Chur geschenkt. 1282 gelangte Mistail tauschweise an Bischof Konrad von Belmont, im 14. Jahrhundert kam es in den Besitz der Gemeinde Alvaschein. Am Gallustag 1397 fand eine Neuweihe der Kirche statt, Pfarrkirche war jedoch immer noch die Kirche von Tiefencastel. 1739 wurde die Kirche von Alvaschein zur Pfarrkirche erhoben und damit Mistail von Tiefencastel abgelöst. Bis 1679 war Mistail Bestattungskirche von Alvaschein.

## Baugeschichte

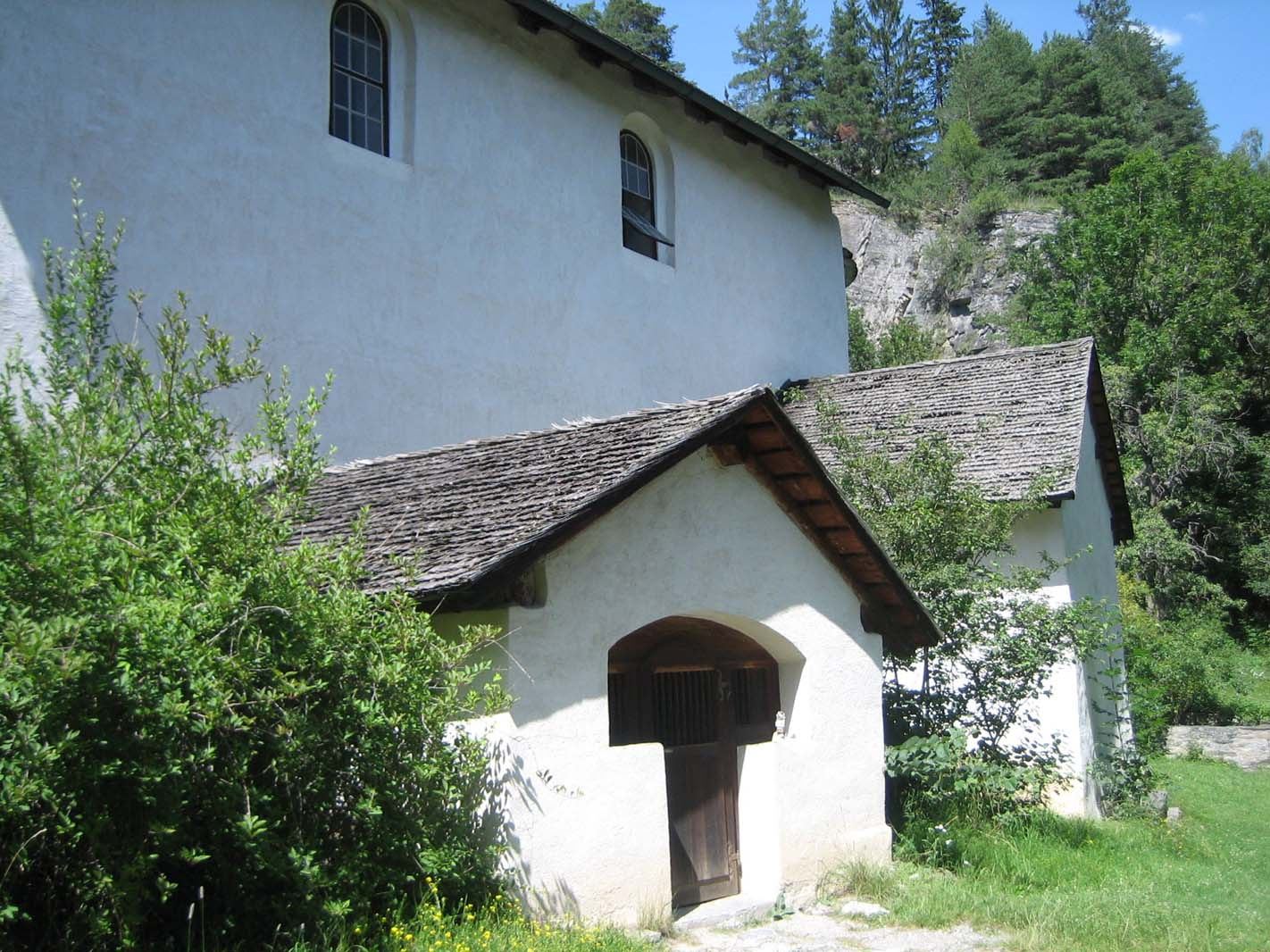
Das Beinhaus

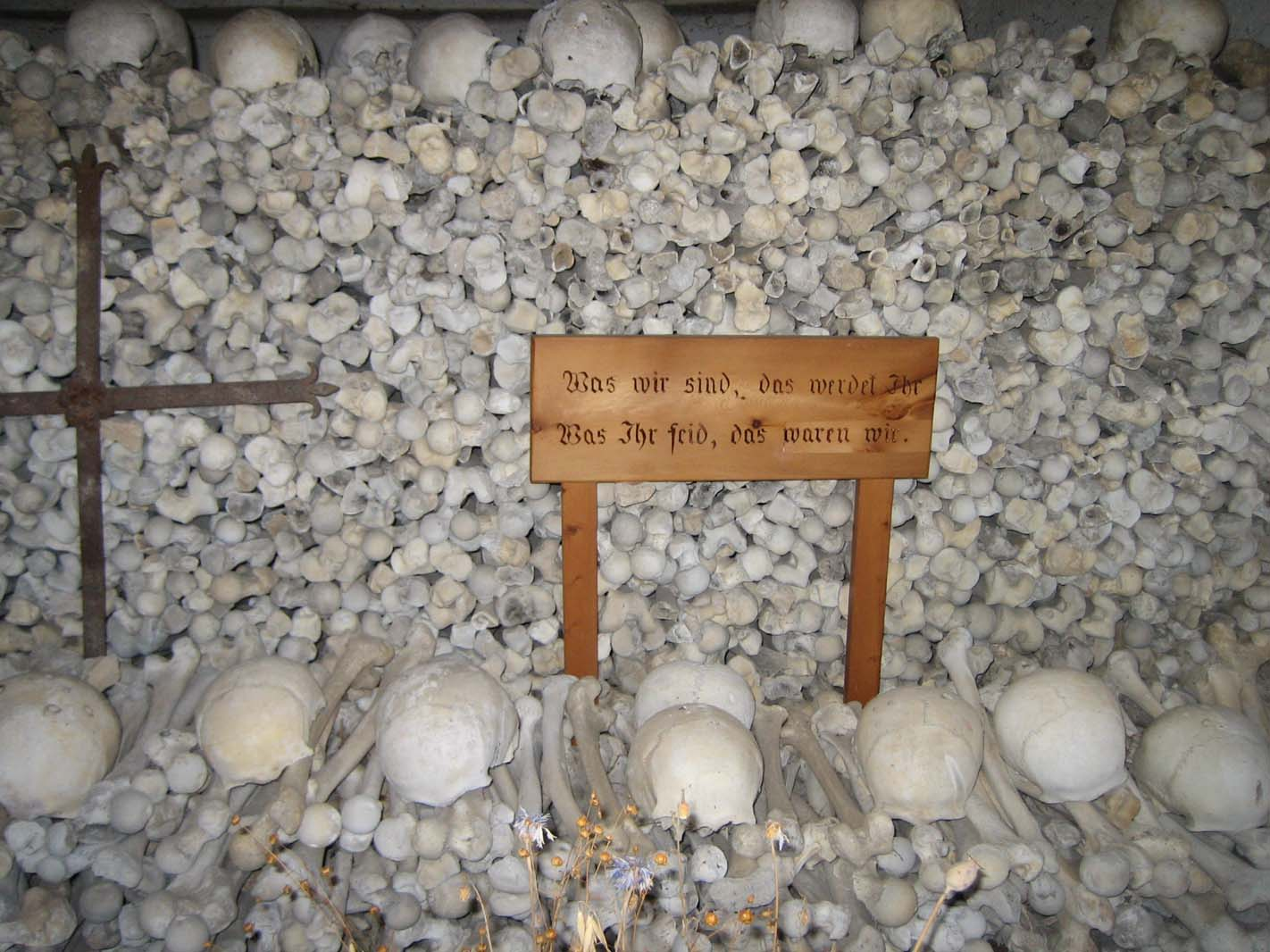
Im Beinhaus

Da zur Baugeschichte keine schriftlichen Unterlagen vorliegen, können nur archäologische Untersuchungen Aufschluss geben. Solche wurden 1968/69 und 1983/84 durchgeführt. Aufgefundene Reste karolingischer Malerei zeigen, dass der bestehende Dreiapsidensaal um das Jahr 800 auf den Grundmauern eines Vorgängerbaus errichtet wurde; unter den heutigen Nordmauern wurden Fundamentreste gefunden. Im Süden der Kirche lag ein weiteres Sakralgebäude, dessen Grundmauern zwei Bauetappen zeigen. Aus Vergleichen mit ähnlichen Bauformen in Obervaz und Romanshorn kann man eine Entstehungszeit aus der Jahrhundertwende vom 7. zum 8. Jahrhundert annehmen. Der Zeitpunkt des Abbruchs dieser Vorgängerbauten ist nicht bekannt. An seiner Stelle wurde im 12. oder 13. Jahrhundert ein Profangebäude errichtet, von dem Fundamente aufgefunden wurden.
Im Süden der Anlage lag ein kleines Mausoleum, bei dem es sich möglicherweise um das Grab einer Äbtissin oder eines Stifters handelt.
Die Konventsgebäude lagen im Norden und Nordwesten der Anlage. Aufgefunden wurde ein in vier Räume unterteiltes Gebäude mit mehreren Anbauten und Bruchstücken karolingischer Malerei sowie ein Hof, der der Viehhaltung gedient haben könnte.
Die Entstehungszeit von Glockenturm und Sakristei ist nicht bekannt, liegt jedoch vor 1397. Wann das Beinhaus angebaut wurde, ist unklar.

## Bau

### Äusseres
An ein hohes, mit einem Satteldach gedecktes Schiff fügen sich im Osten drei miteinander verbundene Apsiden mit Steindächern an. Die mittlere Apsis ist etwas breiter und höher. Ab Ostgiebel erkennt man den ehemals flacheren Verlauf des Daches und den ursprünglichen steinernen Glockenträger. Der mit einem Steinpyramidendach gedeckte Glockenturm mit rundbogigen Schallöffnungen steht an der Südwestecke.
Belichtet wird die Kirche durch je zwei hochliegende karolingische Rundbogenfenster im Westen und Süden. Zwei weitere Fenster im Norden wurden vermauert. Die ganze heutige Anlage wird von einer gut meterhohen Mauer umschlossen.

### Inneres
Das Innere ist ein rechteckiger Saal von etwa 14 Metern Länge und 12 Metern Breite. Durch Reste einer Schrankenmauer wird der Raum unterteilt. Ostwärts schliessen sich etwas erhöht die drei hufeisenförmigen Apsiden an, von denen die mittlere etwas höher und breiter ist.  Sie enthalten je einen karolingischen Blockaltar und werden je von einem Fenster im Scheitel der Rundung erhellt.
Die flache Holzdecke wird von einem Hängewerk getragen und zeigt die Jahreszahl 1642. Sie liegt anstelle einer früheren Decke, die jedoch etwa 80 Zentimeter höher lag.
Der Innenraum von St. Peter zu Mustail steht immer noch so da wie vor zwölf Jahrhunderten: Er erscheint uns in seinem gelassenen Zusammenspiel mit drei sphärischen Raumkörpern als ein in seiner Art vollkommenes, ausgeglichen in sich ruhendes Raumgebilde. (Zitat von Erwin Poeschel)

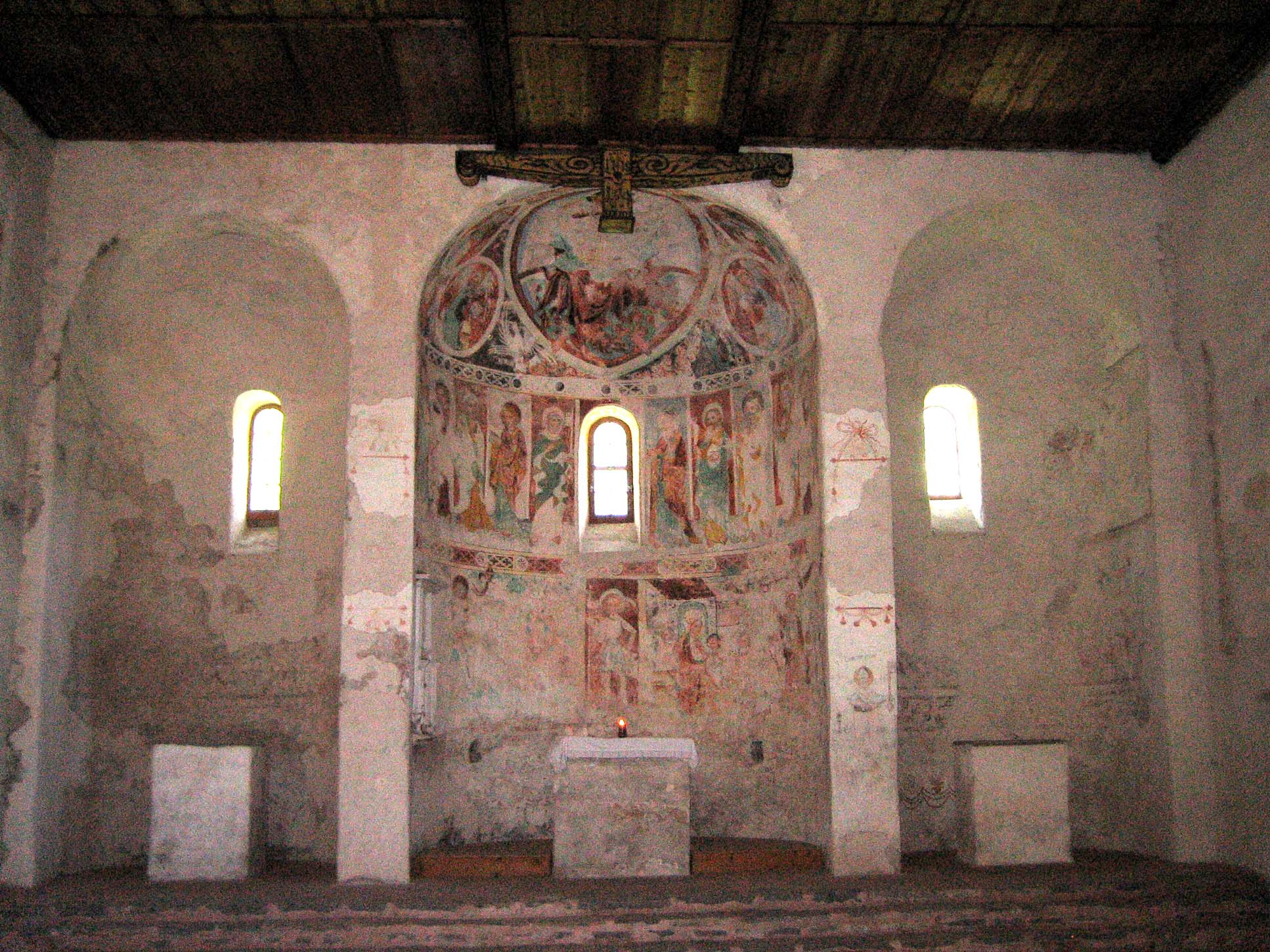
Apsiden
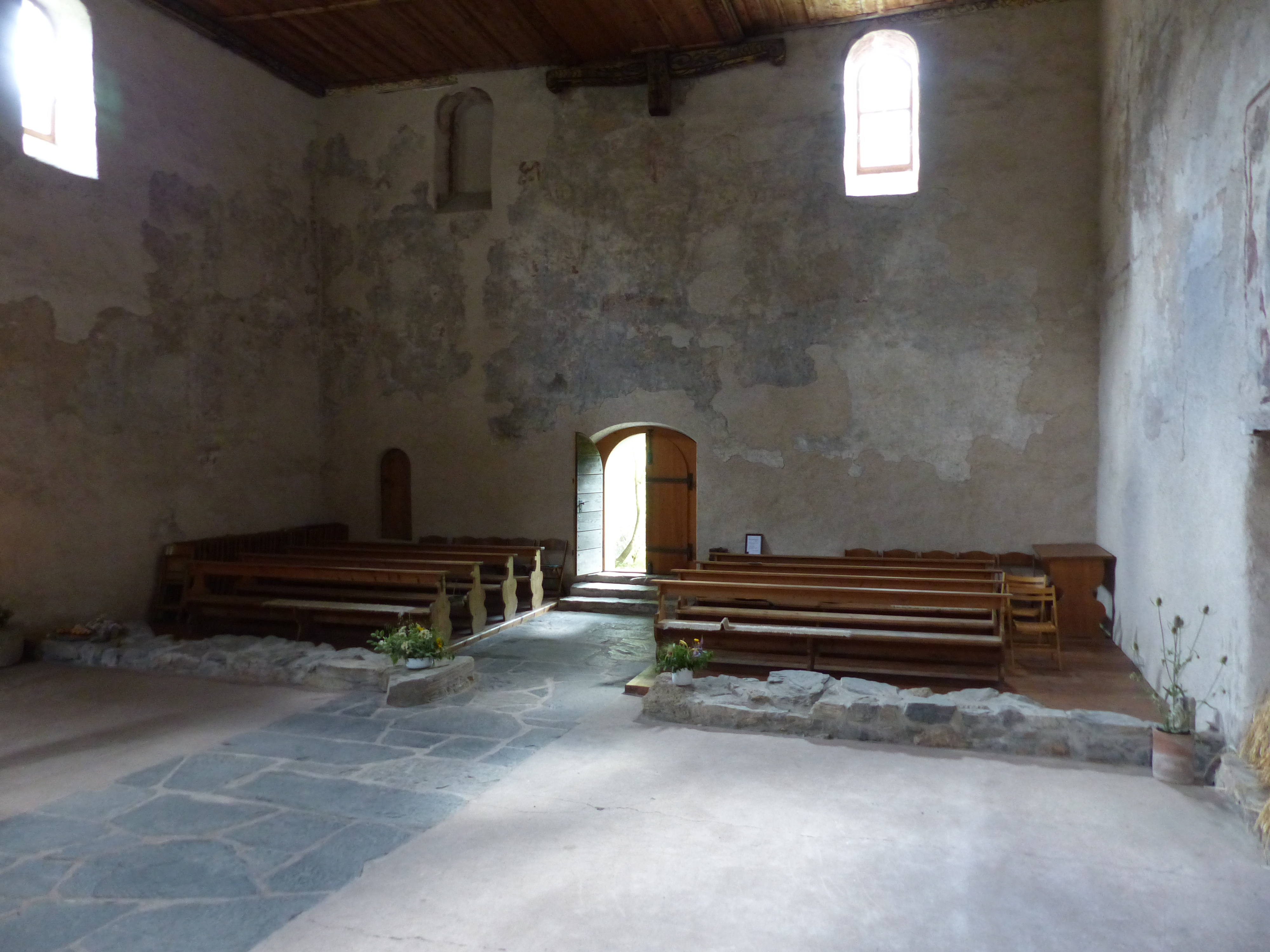
Innenraum
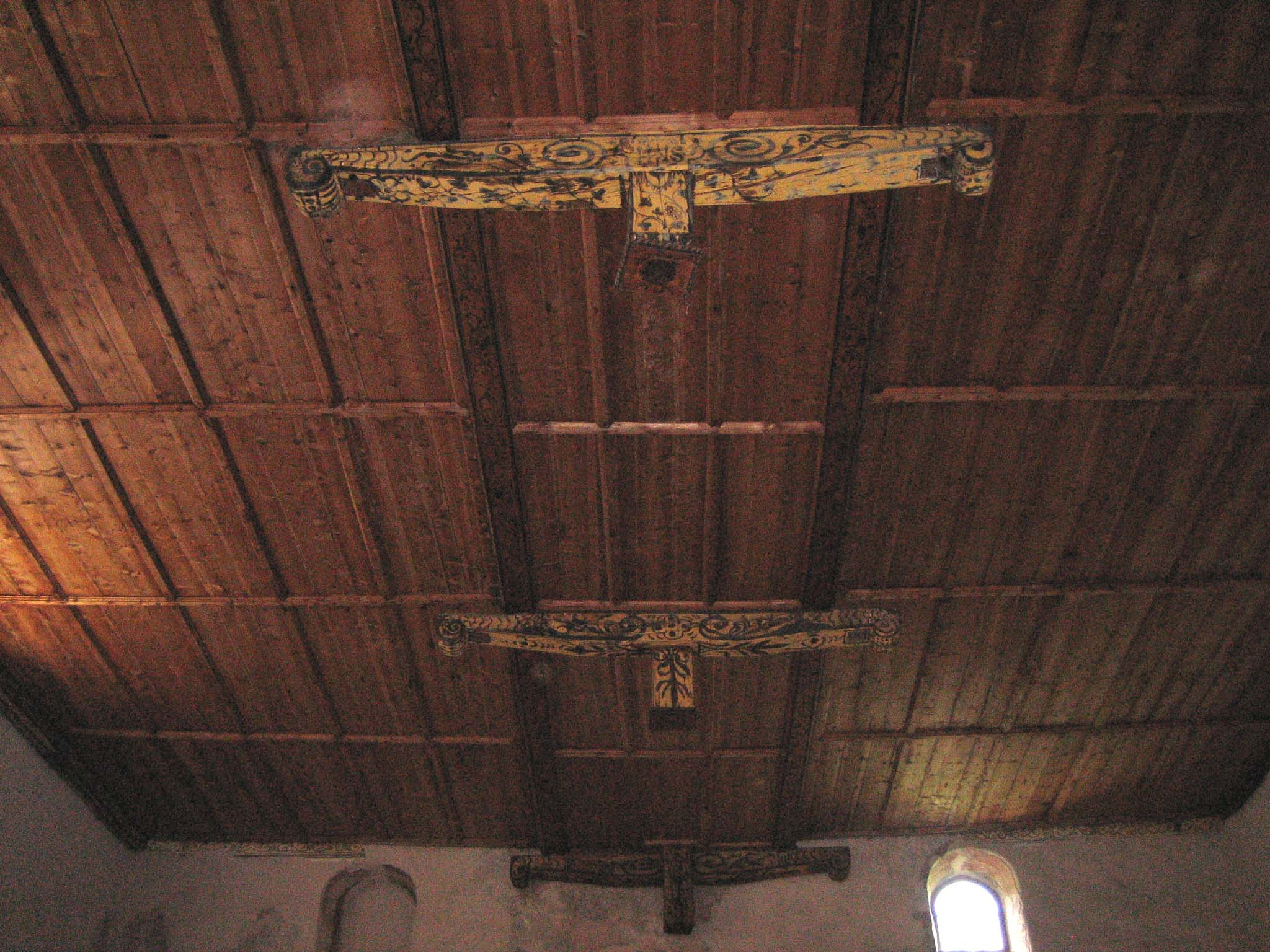
Holzdecke

## Wandmalereien und Ausstattung
Die Wandmalereien stammen aus drei Epochen: 
- Karolingische Zeit: Einige Jahrzehnte nach ihrer Erbauung wurde die Kirche in Freskotechnik ausgemalt, Reste davon sind an den Wänden sowie in der südlichen Apsis sichtbar. Aus dieser Zeit stammen auch die Blockaltäre in den Apsiden.
- Gotische Malereien: Der Hauptteil der heute sichtbaren Malereien in der mittleren Apsis und an der Nordwand entstanden um 1400 bis 1410 und sind in Kalksecco-Technik ausgeführt.
- Barocke Dekorationsmalerei im 17. Jahrhundert

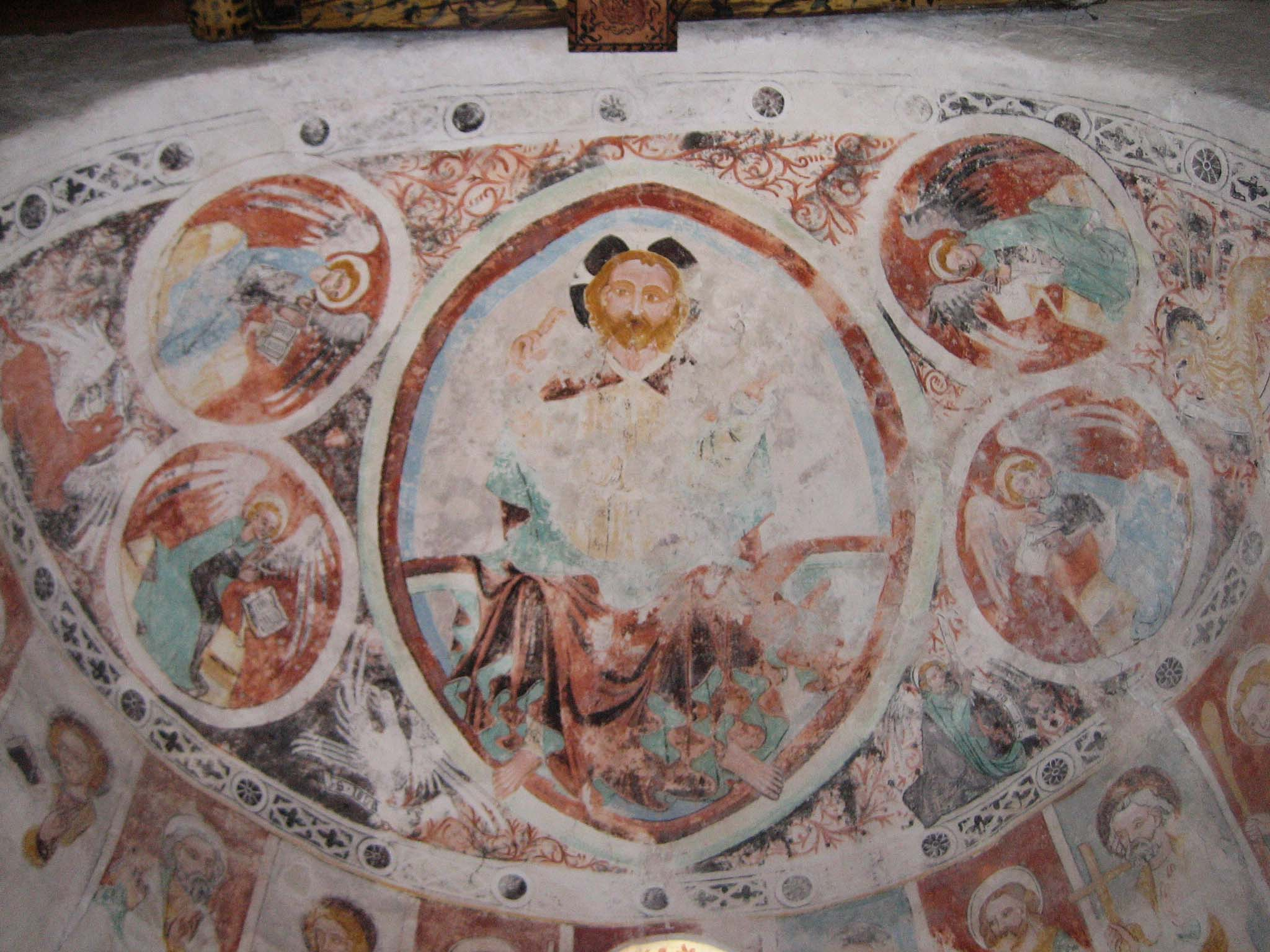
Kalotte mit Christus und den Evangelisten
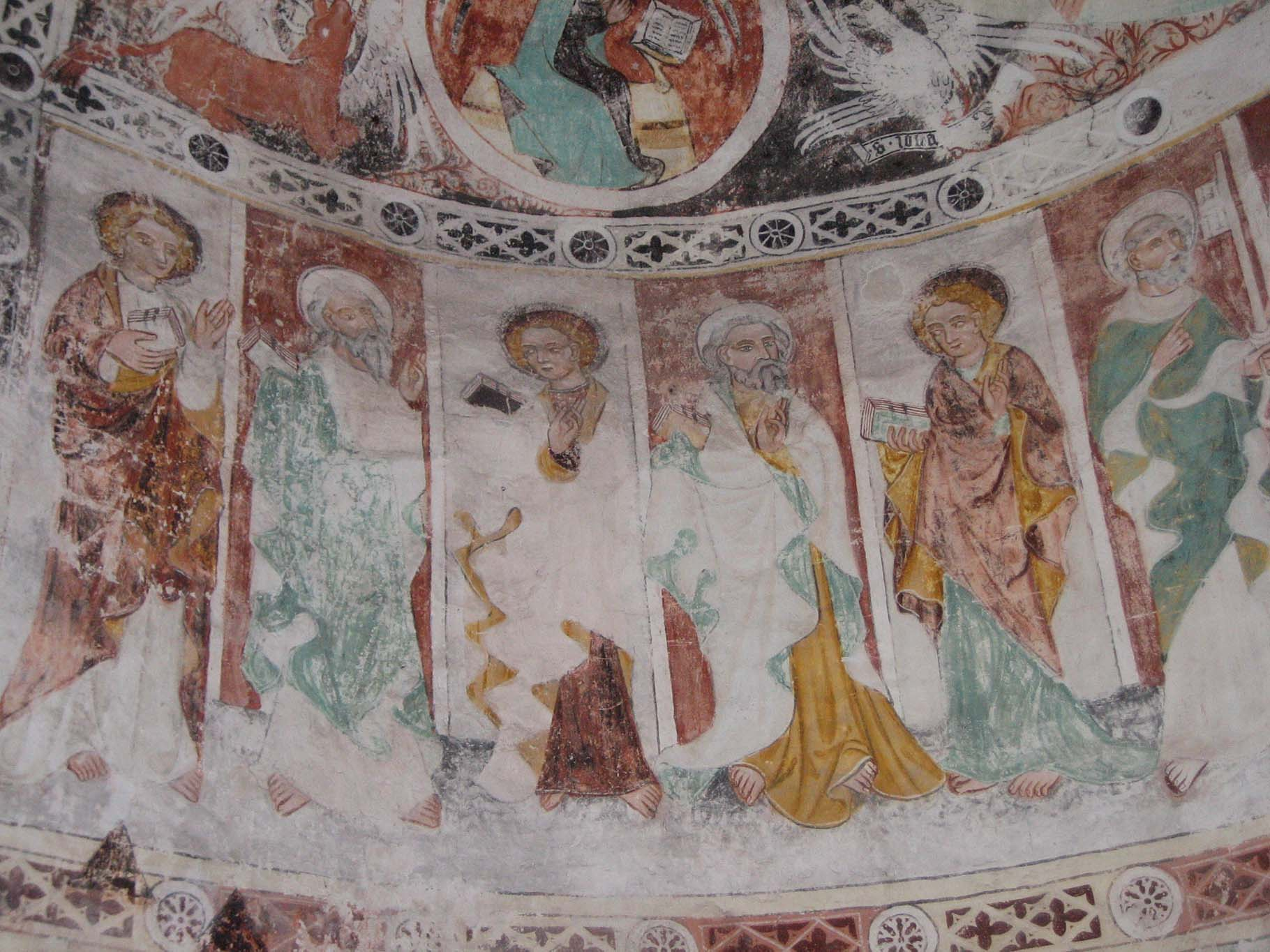
Apostelfries

### Apsis

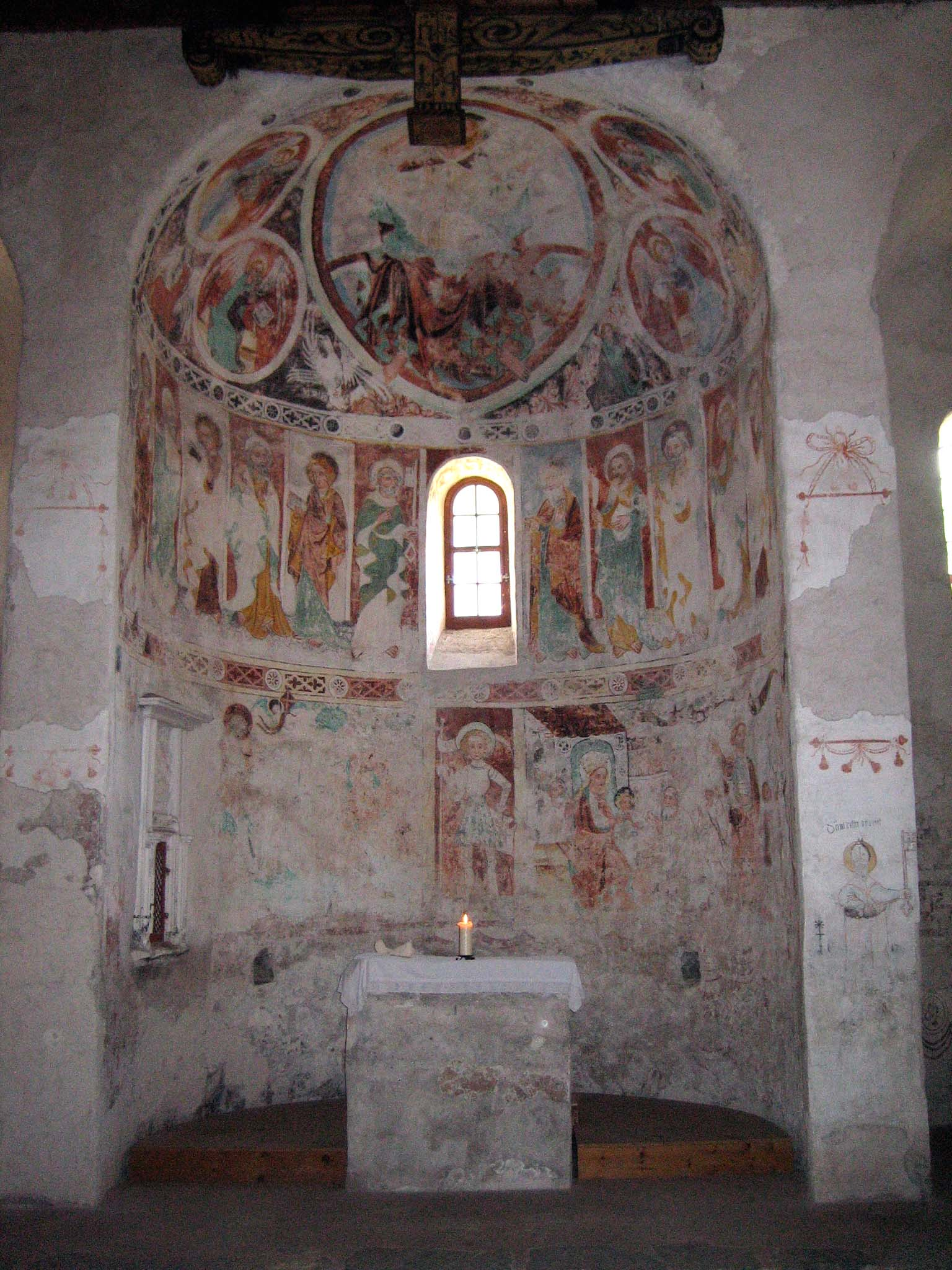
Mittelapsis

Von den karolingischen Malereien sind nur spärliche Reste erhalten geblieben. Gut sichtbar sind zwei Köpfe: der eine rechts in der südlichen Apsis, der andere unter dem linken Fenster der Westwand. Rechts davon erkennt man einen Engelsflügel und eine zur Mitte zeigende Hand. Beide Seitenwände zeigen szenische Darstellungen, die in drei Friesen übereinander angeordnet sind.
Zu Beginn des 14. Jahrhunderts wurde die mittlere Apsis neu ausgemalt. In der Kalotte thront Christus in der Mandorla, umgeben von den vier Evangelisten in Medaillons. Als Besonderheit erscheint hier Christus nicht mit einem Buch, sondern mit einem Reichsapfel: Der Herrscher tritt an die Stelle des Lehrers. Die Evangelisten erscheinen als Engel, ähnlich wie in der Kirche Sogn Gieri in Rhäzüns.
Darunter stehen in einem Fries die zwölf Apostel, alternierend vor rotbraunem und grünem Hintergrund.
In der untersten Zone sind links Fragmente des Kampfes des heiligen Georg zu erkennen. In der Mitte steht ein Heiliger mit Rüstung, Schild und Fahne, bei dem es sich ebenfalls um den heiligen Georg handeln dürfte. So wird Georg sowohl als Verkörperung ritterlicher Tapferkeit als auch des jugendlichen Adels gezeigt.
Rechts davon eine Darstellung der Anbetung der heiligen drei Könige mit Maria als Himmelskönigin in der Mitte. Das Motiv des Stern-Engels, der die Könige führt, entstammt der byzantinischen Tradition und findet sich auch in Sogn Gieri in Rhäzüns.
Im 17. Jahrhundert erhielt der Innenraum abgesehen von der mittleren Apsis einen Kalkanstrich. Reste der damals angebrachten Dekorationsmalerei davon sind an den Stirnwänden der Mittelapsis zu sehen. Zu erkennen sind Girlanden und Abbildung von Petrus.

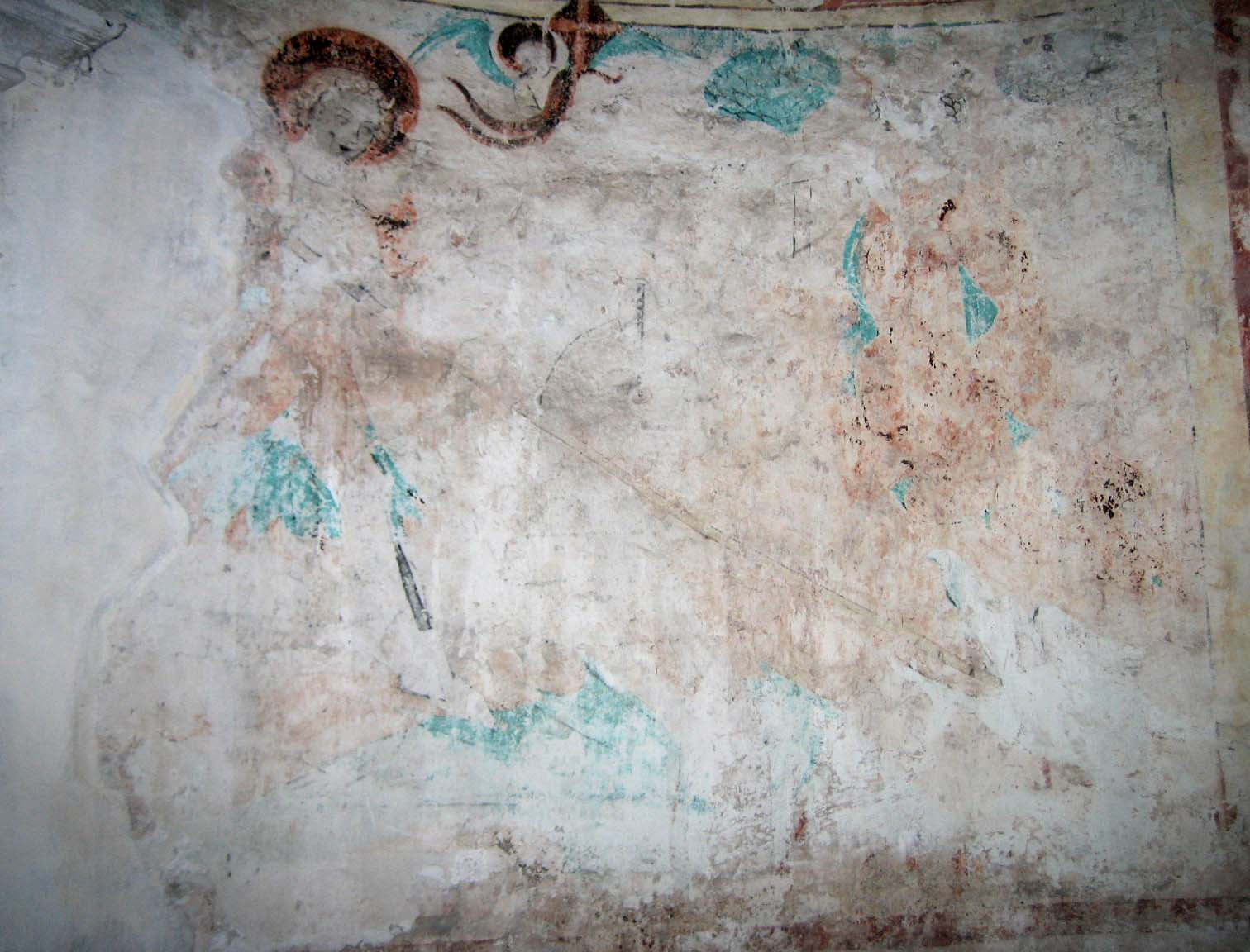
Georgs Kampf mit dem Drachen
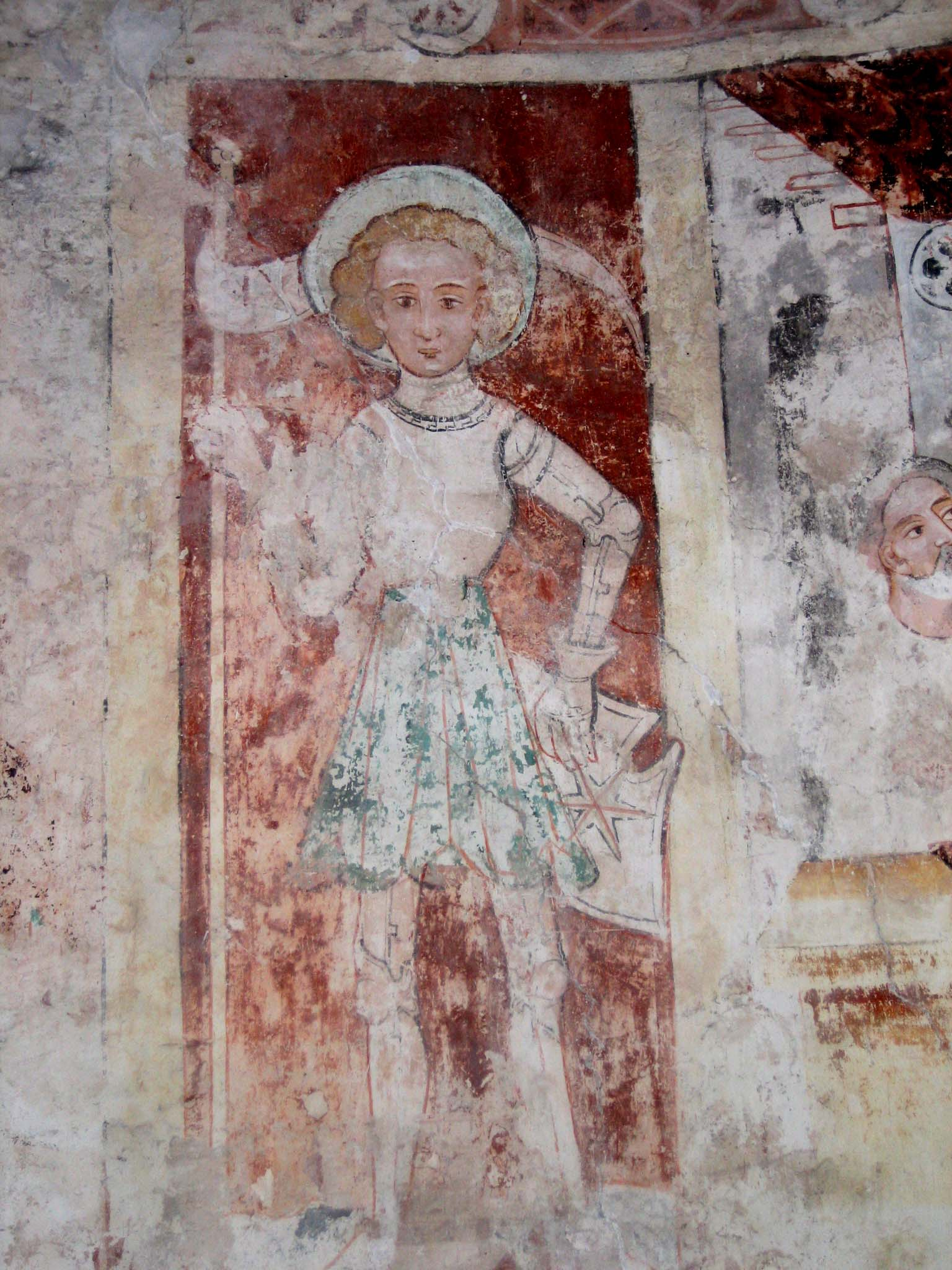
St. Georg als Ritter
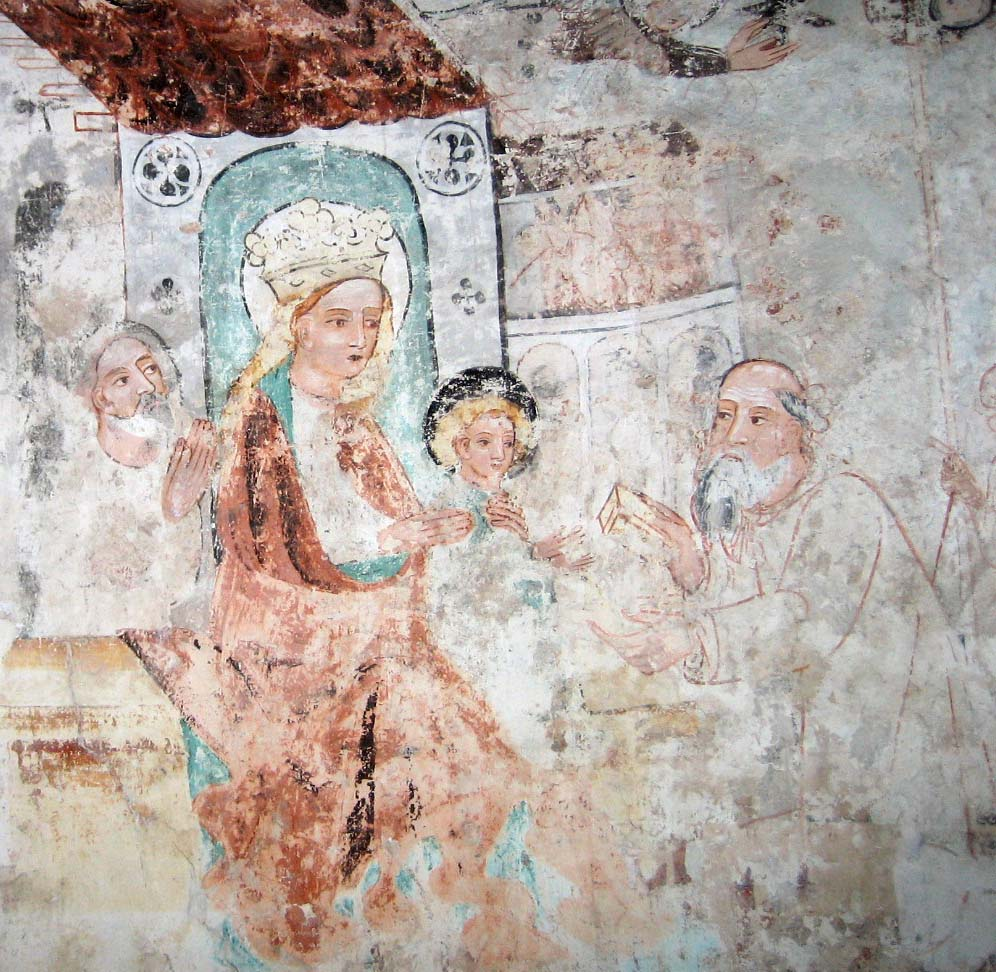
Anbetung der Könige
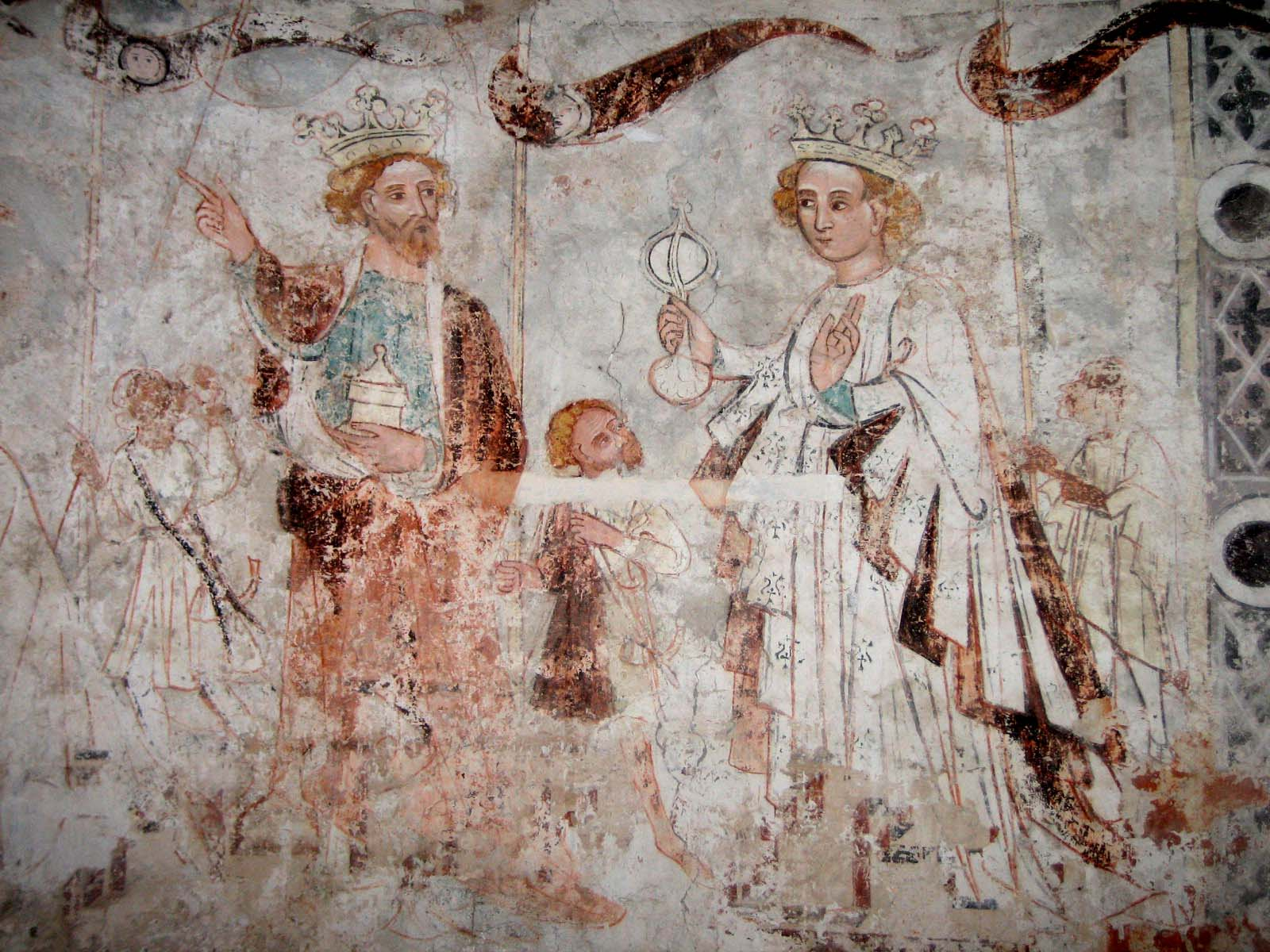
Könige

### Nordwand
Die Nordwand wird dominiert von der gegen sieben Meter hohen Darstellung des Heiligen Christophorus aus der Zeit um 1400; das Kännchen und die Inschrift am oberen Bildrand stammen aus dem 17. Jahrhundert. Christophorus ist der Schutzpatron der Reisenden und wurde oft an Aussenwände von Kirchen gemalt, so etwa in Waltensburg und Sogn Paul in Rhäzüns. Eine Darstellung im Innern der Kirche ist in dieser Region eher ungewöhnlich.

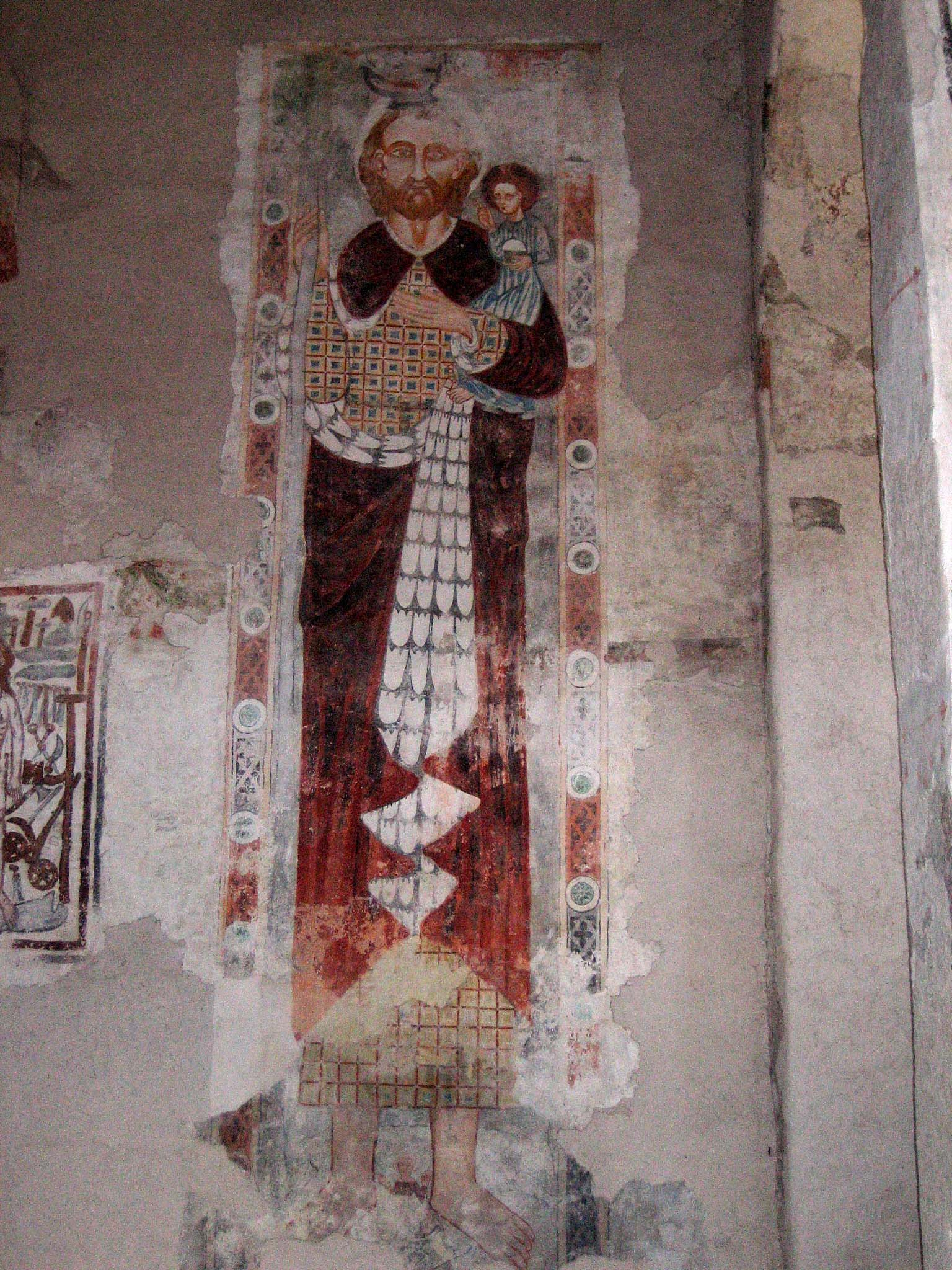
Christophorus
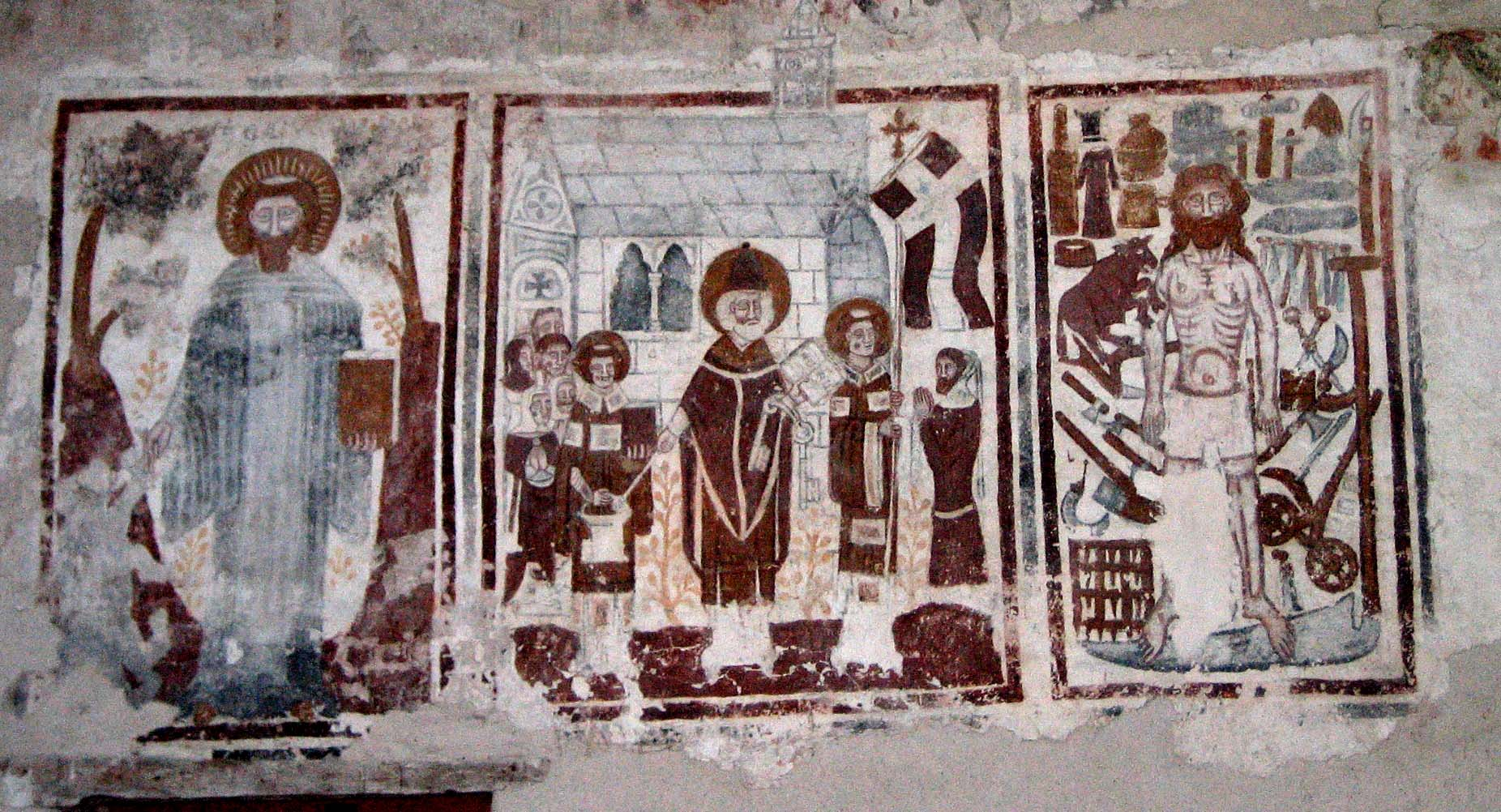
Bilder an der Nordwand

Die drei Szenen über dem seitlichen Portal liegen auf der gleichen Verputzschicht wie das Christophorusbild daneben. Sie sind möglicherweise in Zusammenhang mit der Weihe von 1397 von der Hand eines lokalen Malers entstanden. Sie zeigen links den heiligen Gallus, der in Mistail als Gründer des Klosters St. Gallen verehrt wurde, in der Mitte die Darstellung einer Kirchweihe, in der Petrus die Kirche von Mistail weiht und rechts eine Christusdarstellung; ein Mahnbild, in dem eine strenge Sonntagsheiligung gefordert wird. Die Werkzeuge sind nicht Leidenswerkzeuge, sondern bäuerliche Geräte, bei deren Anblick am Sonntag Christus stets von neuem verwundet würde.

## Untersuchungen
Durch Anlegen kleiner Putzfenster im 1646 aufgetragenen Kalkputz konnten die originalen Wandbilder lokalisiert werden. Unter der Leitung von Oskar Emmenegger von der ETH Zürich aus Zizers GR wurden sie von 1966 bis 1979 freigelegt. Retuschen wurden nur sparsam angebracht, so zum Beispiel bei der unteren Mantelpartie des Christophorus oder beim Rahmen der drei Bilder links davon.
Die hohen barocken Altarretabeln aus dem 17. Jahrhundert in den Apsiden und mehrere Leinwandbilder an den Seiten wurden entfernt.